# Kolymbia
Kolymbia (řecky Κολύμπια, množné číslo středního rodu) je vesnice v obci Afandou na východním pobřeží řeckého ostrova Rhodos. Založena byla ve 30. letech 20. století během italské okupace jako vzorová venkovská osada San Benedetto, svůj současný název dostala v roce 1961 a od 80. let se rozvíjí v rekreační středisko.
Kolymbia leží na východním pobřeží Rhodosu na severním konci Archangelského zálivu (Όρμος Αρχαγγέλου) v nadmořské výšce asi 20 metrů. Severní hranici vesnice tvoří vysychající potok Loutanis (Ρέμα Λουτάνης). Na jihu a západě tvoří přirozenou hranici se sousední obcí Archangelos hory. Na západě vesnici ohraničuje státní silnice 95.

## Dějiny

### Před založením obce
Na dolním toku a u ústí potoka Loutanis v bezprostřední blízkosti Kolymbie leží několik neolitických archeologických lokalit. Kvalita půdy zde nebyla příliš vhodná pro trvalé zemědělské využití. Je možné, že měnící se přírodní podmínky vedly prehistorickou komunitu k opuštění lokality. Typickými artefakty na všech nalezištích jsou hrubá neglazovaná keramika, kamenné nástroje a v jednom případě zlomky obsidiánu. Obsidián jednoduše opracovaných kamenů, zejména čepelí, pochází převážně z kykladského ostrova Milos, ale také z Nisyrosu. Pozoruhodný je nález malé kamenné sekerky: takové nástroje jsou na Rhodu a okolních ostrovech velmi vzácné. Vrstva pyroklastika z minojské erupce obsahovala keramické střepy z mykénské doby.
V helénistické epoše na severozápadním úpatí kopce Tsambika existovalo pohřebiště, další menší pohřebiště se našla v pobřežní oblasti. Existenci osídlení v přímořské oblasti, zejména jihovýchodně od malého poloostrova, dokládá vysoká hustota nálezů keramiky. Poblíž pláže na severní straně ústí potoka byly nalezeny pozůstatky osídlení z římských dob.
Z rané byzantské doby se dochovaly základy, zbytky zdí a mozaikové podlahy trojlodní baziliky. K západní straně kostela byl připojen křestní bazén ve tvaru kříže a diakonikon (sakristie). Mozaikové podlahy zobrazují různé geometrické vzory, kříže, hvězdy, ale i květinové prvky s úponky, listy břečťanu, pohárovité květy a vyobrazení zvířat s rybami a pávy. Vzhledem k architektonické podobě, přístavbám a kvalitě mozaikové práce byla bazilika datována k počátku 6. století. Možná zde před jejím vznikem existovala ještě starší stavba.

### Založení a historie obce
Na počátku 30. let 20. století byly na Rhodosu během italské okupace založeny čtyři venkovské osady. Zemědělská společnost Campo Savona, působící poblíž obce Trianda, se od roku 1933 specializovala na pěstování zeleniny a ovoce. Poté, co byli vyvlastněni majitelé půdy ve vesnicích Afandou a Archangelos na východě ostrova, byla tato půda na pobřežní pláni na dolním toku potoka Loutanis v oblasti známé dříve jako Colibi nebo Colimbi pojmenována Savona. Zdejší zemědělský podnik byl pojmenován Azienda di San Benedetto. Vznik a provoz osady směřoval k ekonomickému ovládnutí širšího okolí. Pro místní obyvatelstvo měla ztráta obživy za následek zbídačení a emigraci.
Plánování a výstavba osady začala v roce 1936 pod vedením Armanda Bernabitiho a Rodolfa Petracca, kteří byli hlavními postavami italské architektury na Dodekanéských ostrovech. Dne 24. července 1938 byla nová osada vládním nařízením oficiálně pojmenována San Benedetto. Asi třetina rozlohy San Benedetta byla vyhrazena pro chov ovcí. Rozsáhlé staré olivové háje a vinice byly doplněny novými rostlinami a byly založeny další sady meruněk a citrusů. Byl vytvořen závlahový systém a na několika místech byly vybudovány vodní nádrže. Pramenitá voda z Epta Piges byla přiváděna tunelem do nádrže, a pak otevřeným kanálem dlouhým šest kilometrů do vesnice. Zde byla distribuována sítí kanálů.

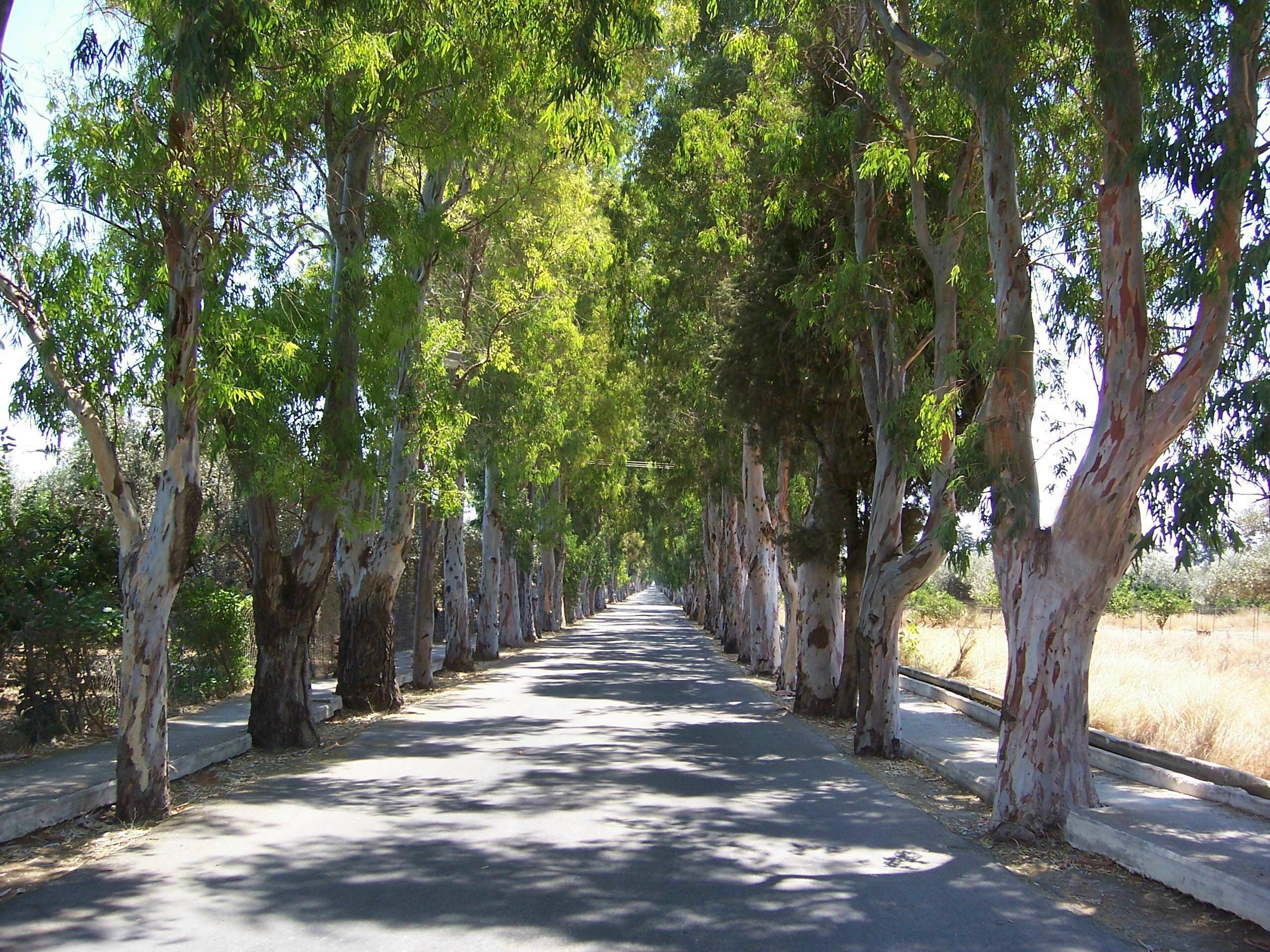
Eukalyptová alej, vpravo původní zavlažovací kanál

Pro italské vzorové vesnice té doby je charakteristická centrální veřejná budova. V Kolymbii je to památkově chráněný komplex na půdorysu ve tvaru U, orientovaný v severojižním směru s náměstím na západní straně směrem k hlavní silnici ostrova. Sídlila zde radnice, kancelář Národní fašistické strany Itálie, škola, lékařská ordinace s lékárnou, obchody, pekárna a taverna. Na jižní straně byl připojen kostel s farou. Na východ k moři vede eukalyptová alej (dnešní Eukalyptová ulice, hlavní třída Kolymbie) o délce asi 2 kilometry, vedle které běží zavlažovací kanál. Síť ulic tvoří pravidelné obdélníky asi 250 na 200 metrů. Bylo zde 50 jednopatrových nebo dvoupatrových zemědělských usedlostí s hospodářskými budovami určených pro nové obyvatele z Toskánska a Sardinie.
Po konci druhé světové války a připojení Dodekanéských ostrovů k Řecku byl katolický kostel v San Benedetto předán pravoslavné církvi a pojmenován Agios Tryfonas (Sv. Tryfón). Osada byla v roce 1961 ministerským rozhodnutím přejmenována na Kolymbia. Hlavní veřejná budova dostala na východní straně přístavbu. Několikrát změnila využití, nyní je zde pobočka Centra pro tělesnou a sociální rehabilitaci (domov pro seniory). Zemědělské usedlosti byly přiděleny sociálně slabým nebo velkým rodinám z Afandou a Archangelosu. Později některé domy prošly výraznými změnami, jiné zpustly.

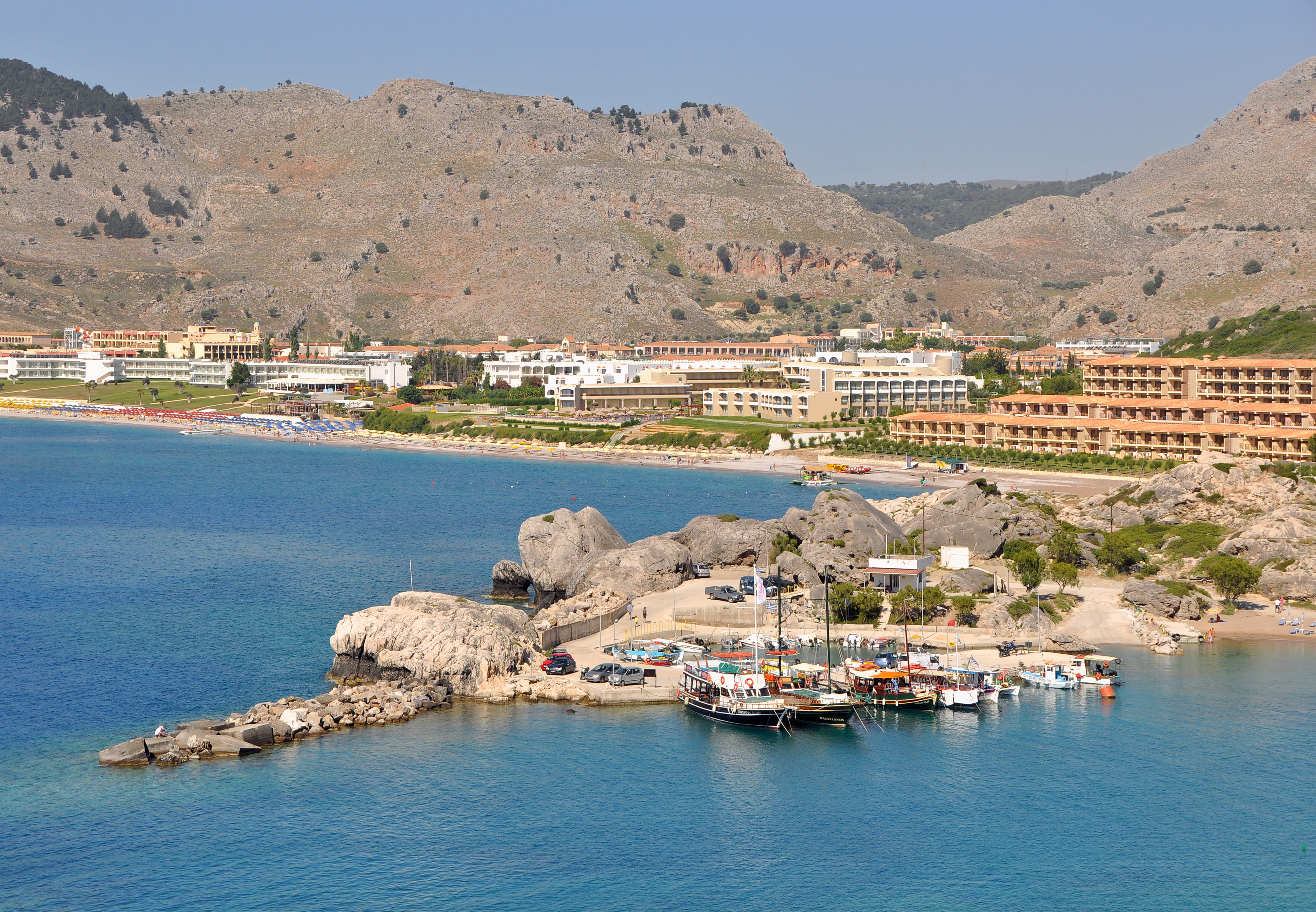
Hotely u pláže

Od 80. let 20. století se Kolymbia stále více mění v rekreační středisko. Zejména pobřežní lokality v jižní sídelní oblasti byly přeměněny na hotelové komplexy. Kolymbia má dvě pláže, které jsou pravidelně kontrolovány v souladu se směrnicí EU o vodách ke koupání. Kvalita vody je od roku 2014 vždy hodnocena jako vynikající. Další pláže se nacházejí v blízkosti vesnice.